# Paul Andreu
Paul Andreu (10. července 1938, Caudéran, Francie – 11. října 2018 Paříž) byl francouzský architekt, autor 50 letištních budov a dalších staveb.

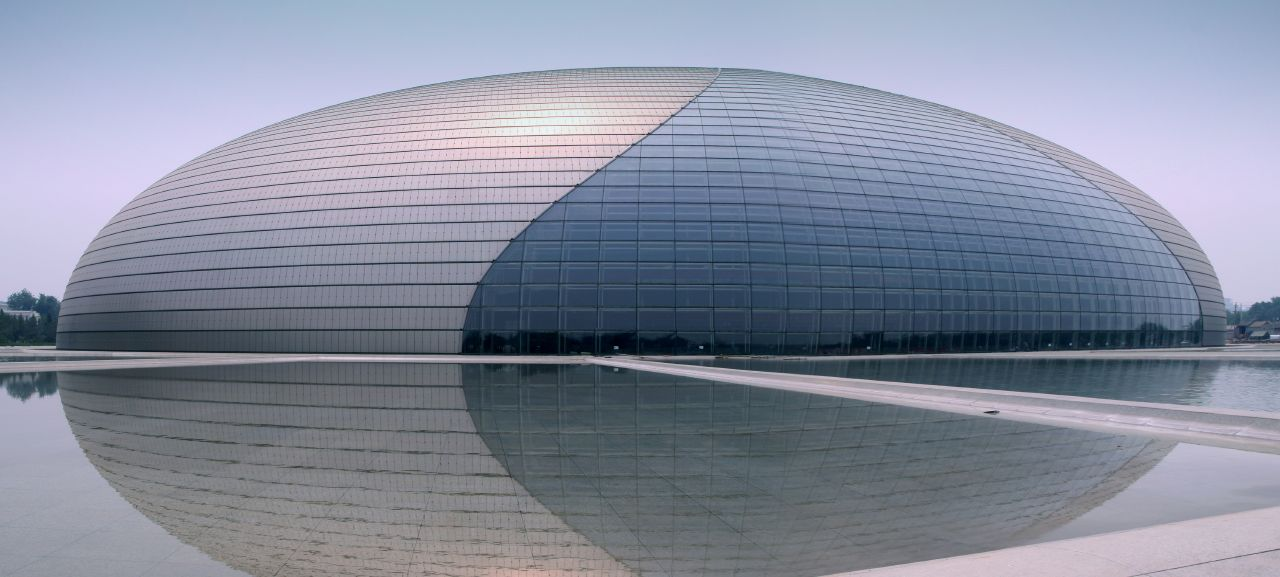
Velké národní divadlo v Pekingu

Do světového povědomí vstoupil především jako autor letiště Kansai u Ósaky (otevřeno 1994) a Velkého národního divadla v Pekingu (2007). Mezi jeho další realizované stavby patří například letiště v Charlese de Gaulla v Roissy, v Nice, v Bordeaux, v Pointe-à-Pitre, v Jakartě, v Káhiře, v Dar es Salaamu, v Bruneji, anebo terminál na francouzské straně tunelu pod kanálem La Manche.
Paul Andreu byl rovněž autorem několika knih.

## Některé stavby
letištní terminály
- 1974: Letiště Charlese de Gaulla, Terminál 1, Roissy-en-France, Francie
- 1976: Letiště Charlese de Gaulla, nádraží RER, Roissy-en-France
- 1979: Dháka, Bangladéš
- 1982: Letiště Charlese de Gaulla, Terminál 1A a 1B, Roissy-en-France
- 1982: Mezinárodní letiště Abú Zabí, Abú Zabí,
- 1982: Brunej
- 1984: Dar es Salaam, Tanzanie
- 1984: Sukarno-Hatta Jakarta, Indonésie
- 1986: Káhira 2, Egypt
- 1987: Nice T2, Francie
- 1989: Letiště Charlese de Gaulla, Terminál 2D, Roissy-en-France
- 1989: Montpellier-Méditerranée, Francie
- 1993: Letiště Charlese de Gaulla, Terminál 2C, Roissy-en-France
- 1994: Letiště Charlese de Gaulla, nádraží TGV, Roissy-en-France
- 1996: Guadeloupe, Pointe-à-Pitre
- 1997: Letiště Charlese de Gaulla, Terminál 2F
- 1999: Šanghaj-Pchu-tung, Čína
- 2003: Letiště Charlese de Gaulla, Terminál 2E

další stavby
- 1975: jaderná elektrárna Cruas (Département Ardèche), Francie
- 1986: francouzský terminál Eurotunelu, Calais, Francie
- 1989: železniční hraniční stanice Basilej-Mylhúzy, hranice mezi Švýcarskem a Francií
- 1989: kancelářská budova Grande Arche v La Défense u Paříže, ve spolupráci s Johanem Otto von Spreckelsen
- 2000: mořské muzeum Ósaka, Japonsko (2000)
- 2004: Oriental Art Center, Šanghaj, Čína (2004)
- 2006: Velké národní divadlo, Peking, Čína (2006)

## Publikace
Odborné knihy
- Mission Interministérielle de Coordination des Grands Opérations: Architectures capitales. Electa Moniteur, Paris, 1988, ISBN 2-86653-041-1
- Paul Andreu: La Grande Arche, tête défense, Paris-la-Défense. Mit Hubert Tonka. Édition du Demi-Cercle, Paris 1989, ISBN 2-907757-08-3
- Philip Jodidio: Paul Andreu, architect. With a preface by Adrian Frutiger. Birkhäuser, Basel 2004, ISBN 3764370106, Obsah

Beletrie
- Paul Andreu: J'ai fait beaucoup d'aérogares ... Les dessins et les mots. Descartes & Cie, Paris 1988, ISBN 2-910301-92-3
- Paul Andreu: L'archipel de la mémoire. Roman. Édition Scheer, Paris 2005, ISBN 2-915280-67-3

## Ocenění
- 1977: Grand prix national de l'architecture
- 1996: Člen Académie des beaux-arts
- Národní řád za zásluhy
- Řád čestné legie